# Santa Rita de Manapire
Santa Rita de Manapire, es un pueblo llanero, ubicado al sur del estado Guárico, en el municipio Las Mercedes del Llano, con una altitud de 135 msnm. Informa el historiador J. A. De Armas Chitty en su obra Historia del Guárico, Tomo I, que la Parroquia Santa Rita de Manapire fue creada el 5 de septiembre de 1781, según decreto del Ilustrísimo Monseñor Mariano Martí, bajo la advocación de Santa Rita de Casia. Desde esa fecha se hace presente lo que será el devenir de la Parroquia, pues el Cura de Cabruta, monseñor Félix Ignacio Montero, al enterarse de la creación de la nueva parroquia, solicitó su traslado a ella, aunque contaba solamente con 250 pesos anuales. Su primer párroco fue el padre Silvestre Pérez.
Monseñor Martí cuando visitó Cabruta se interesó porque se crease un pueblo de españoles en las bocas del Manapire “lugar que tiene buenas tierras para sembrar todo género de frutos, y con esta circunstancia y la del comercio por este Orinoco, se puede establecer acá un pueblo de españoles que podrá ser útil a la Provincia de Caracas, que no tiene otro puerto en Orinoco”. No desconoce el Prelado “la importancia que tiene Cabruta, como pueblo inmediato a la confluencia de muchos ríos”.
El principal motivo de la creación de este curato fue que muchos españoles alegaban que no podían cumplir con la iglesia debido a los ríos crecidos que tenían que atravesar.
El lugar donde surgió el pueblo de Santa Rita de Manapire, está localizado a unos pocos metros al norte de la actual población, en el lugar conocido como “Perro Flaco”; según la tradición oral que se ha trasmitido de generación en generación.
Declarada la Independencia, se suscitaron diferentes actividades políticas y militares en área geográfica actual de las poblaciones de Las Mercedes del Llano, Santa Rita y Cabruta. En tal sentido, el 5 de septiembre de 1811 la Gaceta de Caracas reseña el traslado de 700 mulas desde Guayana hasta el Puerto de Cabruta. En abril de es mismo año, 200 realistas atacaron a Cabruta. Numerosos pobladores de Santa Rita se declaran a favor de la independencia y colaboran con la causa patriótica. En agosto de 1813 el jefe supremo del ejército realista y gobernador de Cumaná, Juan Manuel Cajigal se reúne con Boves en Santa Rita. Aquí Boves decide desobedecerle y actuar por su propia cuenta para apoderarse del país. El 21 de febrero de 1814 el coronel patriota Agustín Arrioja, derrota a las tropas de Alejo Mirabal en Cabruta. En 1814 el Ejército Libertador de Oriente reconoce la anexión de Cabruta y Santa Rita y son considerados bastiones liberados. En 1816 los patriotas fueron derrotados en la batalla de Butaque, a tres leguas de Santa Rita. En febrero de 1817 Manuel Sedeño derrotó a los realistas en Cabruta. En noviembre de 1817 los patriotas, bajo el mando de Zaraza, se reúnen en Belén, cerca de Las Mercedes, y parten hacia el sitio de La Hogaza, batalla donde son derrotados por el general La Torre. En 1818 Bolívar ordena reclutar hombres en Santa Rita y Cabruta. Ese mismo año Bolívar visita Cabruta para entrevistarse con el general Pedro Zaraza, pero este no se presentó y el Libertador abandonó ese puerto el 13 de enero con rumbo a Caicara del Orinoco.
En el siglo XIX, el pueblo de Santa Rita fue quemado en dos oportunidades, siendo la última durante la Guerra Federal. Existe consenso que los primeros pobladores que se establecieron en el lugar, fueron las familias del Gral. Teodoro Velásquez Méndez, Perfecto Brizuela, Ramón Cecilio Rivero, Rafael Ortiz, Francisco Álvarez y Juan D. Leal, entre otros.
En el año 2000, fue creado el Liceo "Creación Santa Rita", cuya primera directora fue la Prof. Iris Camaripano, para el año 2012, el director es el Prof. Freddy Brizuela. Y el sacerdote de la comunidad, el párroco Ibrahim Gómez. Las festividades en honor a la santa patrona “Santa Rita”, se celebran el 22 de mayo de cada año. 

## Contexto ceográfico

### Ubicación
Se encuentra enclavado entre dos importantes ríos del llano guariqueño, al este el Río Manapire, el cual nace en jurisdicción del caserío Las Piedras en el Municipio Chaguaramas, en las montañas ubicadas al sur de Altagracia de Orituco, atraviesa todo el Municipio Leonardo Infante hasta desembocar en el Río Orinoco. Al oeste le atraviesa el Río Aguaro. En su jurisdicción, hacia el sur, en la vía hacia los sitios de Médano de Gómez y Garcitas, se encuentra el Parque nacional Aguaro-Guariquito. 

### Vialidad

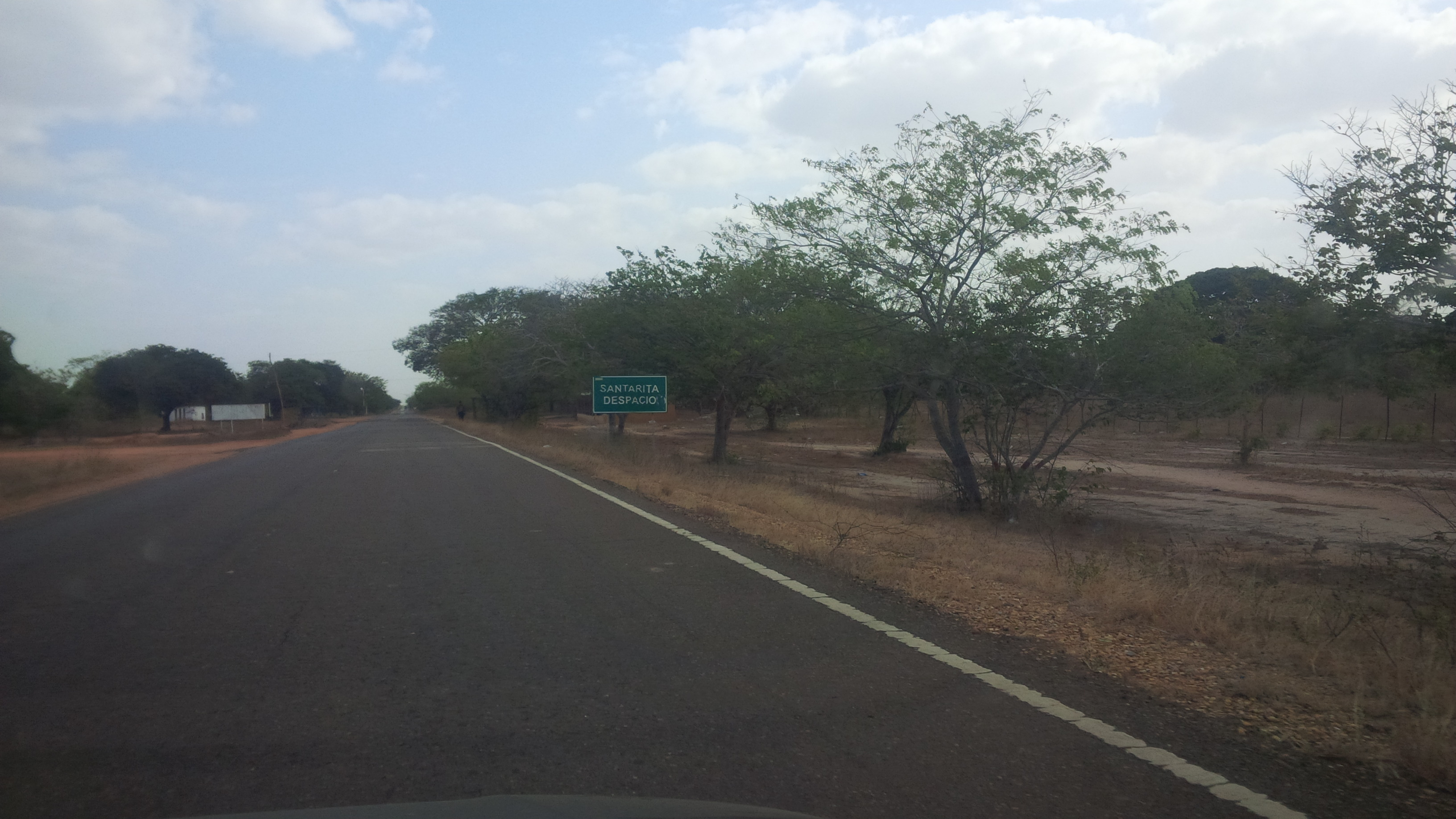
Entrada de Santa Rita

Tiene acceso principalmente a través de Troncal 12, al sur tan solo a 55 km se comunica con Cabruta y cruzando el Río Orinoco se encuentra Caicara del Orinoco, al norte comunica con las poblaciones Las Mercedes del Llano, Chaguaramas y Valle de la Pascua respectivamente.

## Economía

### Sector Agropecuario
La economía está basada principalmente en el sector agropecuario, con grandes sabanas que fomentan la producción de ganado. Se beneficia directamente de la población de Cabruta donde se producen  legumbres y se aprovecha la pesca debido a que esta a las orillas del Río Orinoco.

### Petróleo y Gas
Santa Rita por otra parte se encuentra en el centro de la Faja Petrolífera del Orinoco y actualmente se encuentran empresas haciendo estudios para la perforación de nuevos pozos, con muchos esfuerzos debido a que el petróleo de la faja es extrapesado. Se habla de proyectos de construcción de una refinería en la zona.

### Turismo
Es una zona de temporadistas, especialmente para la época Carnaval y Semana Santa, sus numerosos ríos, morichales y paisajes de sabanas, propician balnearios aislados y espacios excelentes para la recreación, es puerta de acceso al Parque nacional Aguaro-Guariquito.